# 拟平鳅
拟平鳅（学名：Liniparhomaloptera disparis）为腹吸鳅科拟平鳅属的鱼类。在中国，分布于东江罗浮山山溪、鼎湖山、香港九龙和新界、鉴江、广西上思明江水系等。该物种的模式产地在罗浮山。
其种加词“disparis”意为“异形的”、“有区别的”。

## 亚种
- 拟平鳅指名亚种（学名：Liniparhomaloptera disparis disparis），林书颜于1934年命名，俗名石笋，是中国的特有种。分布于东江罗浮山山溪、鼎湖山、九龙新界和鉴江等。该物种的模式产地在罗浮山。[2]
- 琼中拟平鳅（学名：Liniparhomaloptera disparis qiongzhongensis），Zheng et Chen于1980年命名，是中国的特有物种。分布于海南岛万泉河水系等，主要栖息于山溪激流。该物种的模式产地在海南岛琼中，万泉河水系。[3]其亚种加词“qiongzhongensis”意为“琼中的”。